# Souchez
Souchez település Franciaországban, Pas-de-Calais megyében. Lakosainak száma 2664 fő (2022. január 1.). Souchez Angres, Ablain-Saint-Nazaire, Aix-Noulette, Carency, Givenchy-en-Gohelle és Neuville-Saint-Vaast községekkel határos. A település közelében található az első világháborús Cabaret-Rouge katonai temető.

## Népesség
A település népessége az elmúlt években az alábbi módon változott:
| Lakosok száma | 2571 | 2539 | 2547 | 2496 | 2545 | 2594 | 2643 | 2658 | 2664 |
|               | 2013 | 2015 | 2016 | 2017 | 2018 | 2019 | 2020 | 2021 | 2022 |